# Pisang (Labuhan Haji)
Pisang is een bestuurslaag in het regentschap Aceh Selatan van de provincie Atjeh, Indonesië. Pisang telt 1093 inwoners (volkstelling 2010).